# Соснова-Воля (гміна Дзешковіце)
Соснова-Воля (пол. Sosnowa Wola) — село в Польщі, у гміні Дзешковиці Красницького повіту Люблінського воєводства.
Населення — 258 осіб (2011).

## Демографія
Демографічна структура станом на 31 березня 2011 року:
|          | Загалом | Допрацездатний вік | Працездатний вік | Постпрацездатний вік |
| -------- | ------- | ------------------ | ---------------- | -------------------- |
| Чоловіки | 125     | 21                 | 92               | 12                   |
| Жінки    | 133     | 20                 | 76               | 37                   |
| Разом    | 258     | 41                 | 168              | 49                   |